# Obalno more
Obalno more je pojam koji se u međunarodnom pravu, odnosno pravu mora, uobičava koristiti kako bi se označio onaj dio mora nad kojim obalna država proteže svoj suverenitet, no ne i suverena prava. Obalno more čine unutarnje morske vode i teritorijalno more. Obalno more dio je državnog područja obalne države.
Površina obalnog mora Republike Hrvatske iznosi 31 479 km2 (unutrašnje morske vode 12 498 km2 i teritorijalno more 18 981 km2).

## Poveznice
- Državno područje
- Unutarnje morske vode
- Teritorijalno more
- Neškodljivi prolazak